# Weizhu Bao
Weizhu Bao – chiński matematyk, od 2009 profesor Narodowego Uniwersytetu Singapuru. Zajmuje się  analizą numeryczną, równaniami różniczkowymi cząstkowymi i ich zastosowaniami m.in. w badaniach materiałowych, fizyce i chemii kwantowej.

## Życiorys
Studiował matematykę stosowaną na Uniwersytecie Tsinghua, gdzie w 1995 uzyskał też stopień doktora. Na macierzystym uniwersytecie rozpoczął pracę zawodową, od 2001 zatrudniony na Narodowym Uniwersytecie Singapuru. 
Swoje prace publikował m.in. w „Journal of Computational Physics”, „SIAM Journal on Scientific Computing”, „SIAM Journal on Numerical Analysis” i „Numerische Mathematik". Redaktor „SIAM Journal on Numerical Analysis”.
W 2014 roku wygłosił wykład sekcyjny na Międzynarodowym Kongresie Matematyków w Seulu, a w 2019 na konferencji Dynamics, Equations and Applications (DEA 2019). Członek Singapore National Academy of Science.
Wypromował ponad 20 doktorów.